# 州政厅 (德累斯顿)

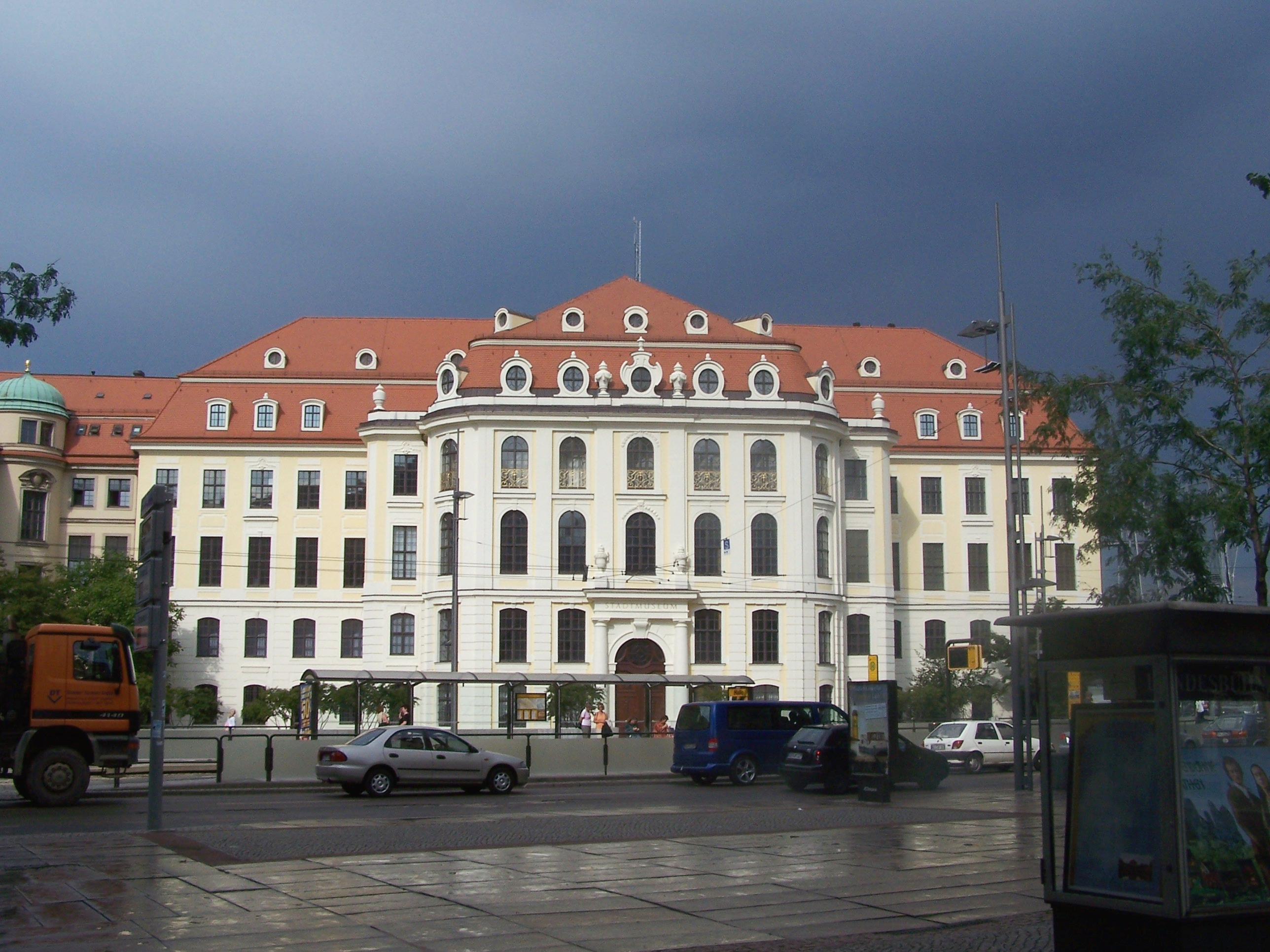
州政厅

州政厅（Landhaus）是德国东部城市德累斯顿的一座历史建筑，为萨克森州州议会所在地。这是一座巴洛克建筑，建于1770-1776年，现为德累斯顿市立博物馆和德累斯顿市立美术馆。
该建筑位于古老内城的东部。第二次世界大战期间的德累斯顿轰炸摧毁了这座建筑。

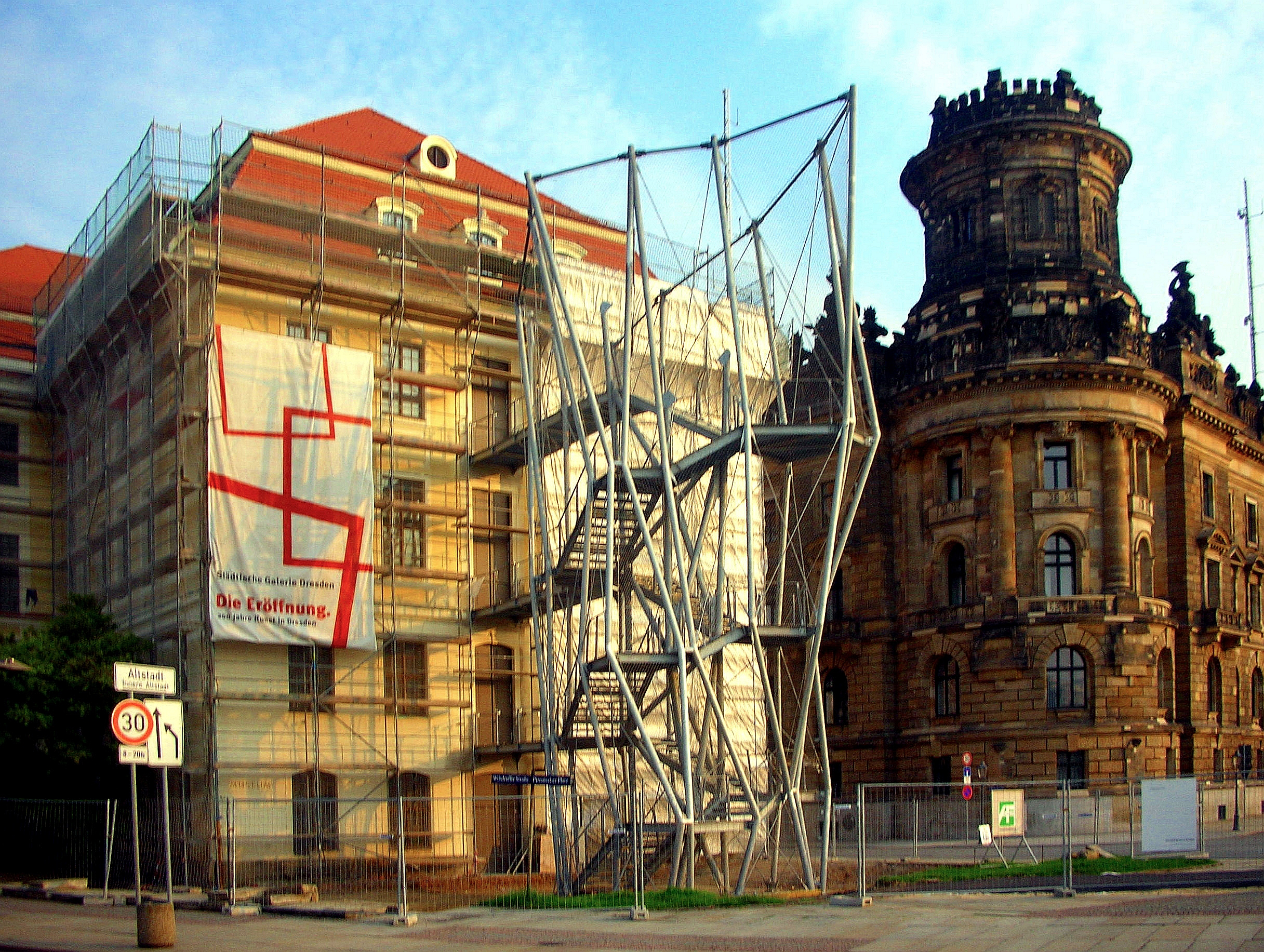
The controversial fire escape.

重建到1965年才着手进行。2005-2006年之间修建的后现代主义雕塑又引发了争议。